# Záhorská Ves
Záhorská Ves is een Slowaakse gemeente in de regio Bratislava, en maakt deel uit van het district Malacky.
Záhorská Ves telt 1625 inwoners.

## Geboren
- Lucia Popp (1939-1993), Slowaaks sopraan

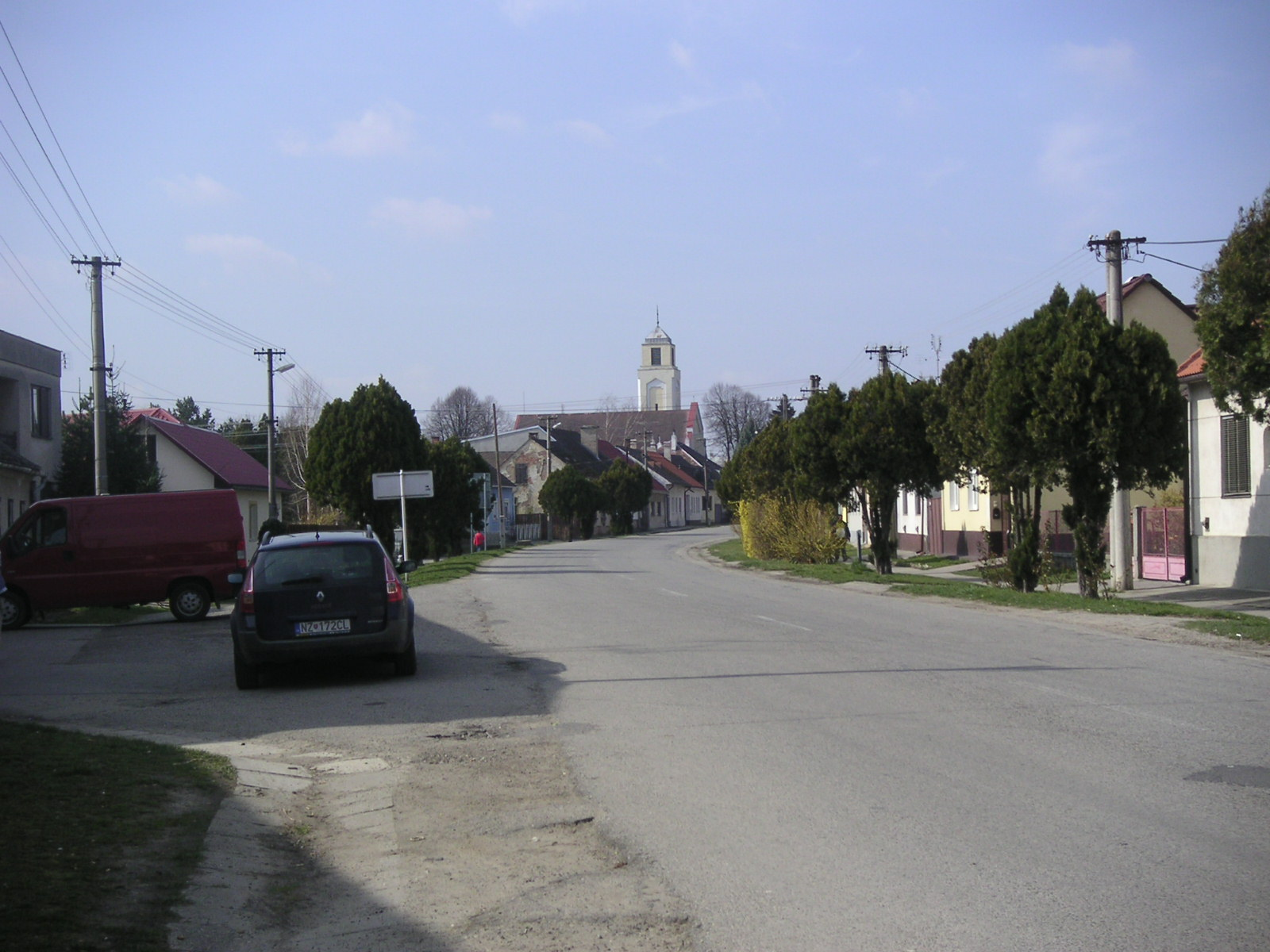
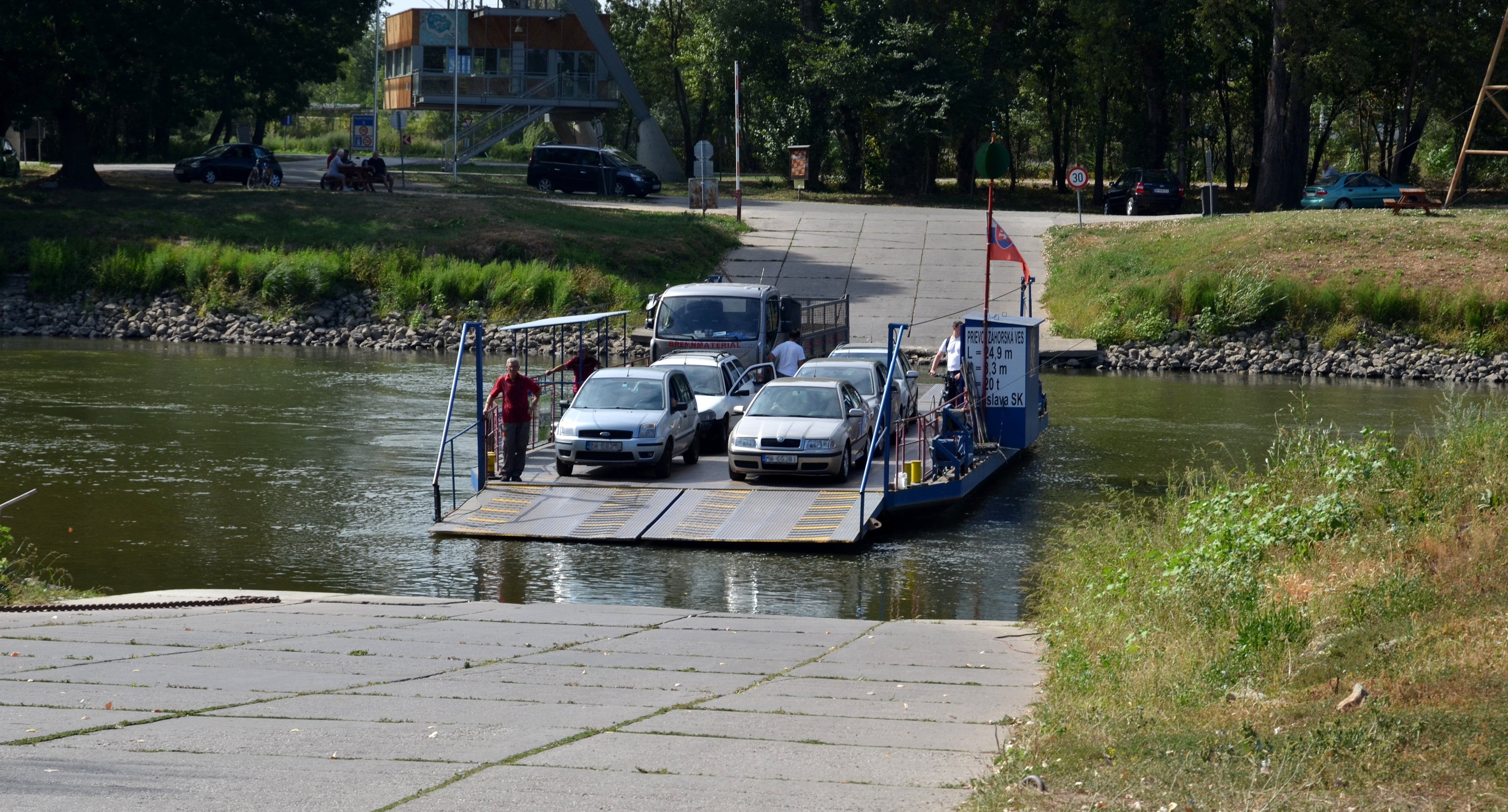
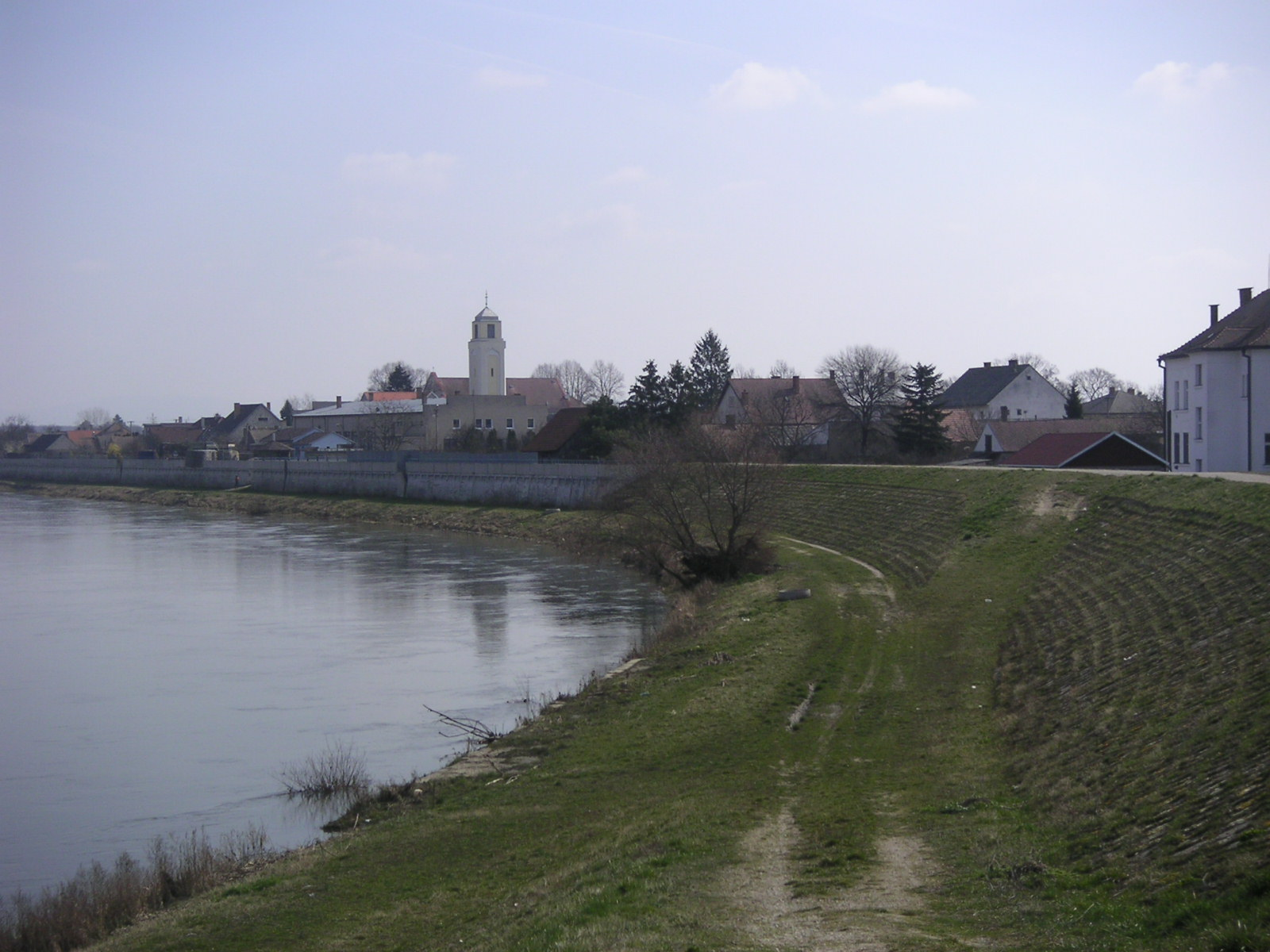